# Красняни (Мядельський район)
Красняни (біл. вёска Красняны) — село в складі Мядельського району Мінської області, Білорусь. Село підпорядковане Слобідзькій сільській раді, розташоване в північній частині області.